# Batracomorphus menelaus
Batracomorphus menelaus är en insektsart som beskrevs av Knight 1983. Batracomorphus menelaus ingår i släktet Batracomorphus och familjen dvärgstritar. Inga underarter finns listade i Catalogue of Life.